# Liste der Pseudonyme von Aleister Crowley
Die Liste der Pseudonyme von Aleister Crowley enthält in alphabetischer Reihenfolge von Aleister Crowley verwendete Pseudonyme.
Crowley verwendete eine ungewöhnlich große Anzahl von Pseudonymen, teils, um seine Autorschaft zu verschleiern, teils, um beispielsweise in der von Crowley herausgegebenen Zeitschrift The Equinox die Zahl der beteiligten Autoren scheinbar zu vergrößern. Bei den verwendeten Symbolen orientierte er sich auch am Inhalt der jeweiligen Schrift, so verwendete er seinen Ordensnamen Perdurabo ausschließlich für Arbeiten esoterischen Inhalts.
Der Name „Aleister Crowley“ ist selbst teilweise pseudonym, da Crowleys Geburtsname Edward Alexander Crowley ist. Seine Mutter nannte ihn „Alick“, was er nicht mochte. Er wählte dann „Aleister Crowley“, nachdem er gelesen hatte, dass, um berühmt zu werden, ein aus einem Daktylus und einem Spondeus bestehender Name am günstigsten sei.
Es sind mindestens 150 von Crowley verwendete Pseudonyme bekannt.

## Liste
- 666
- A Mourner Clad in Green
- Abhavananda
- Adam d’ As
- A. C.
- A. E. C.
- A. L.
- Alastor
- Alastor, Herr Hermann Rudolph Von
- Ankh-Af-Na-Khonsu
- Ankh-F-N-Khonsu
- Anonymous
- Ariel
- Aumont, Gerard
- Author Of The V-Sign, The
- Baphomet
- Bendick, Francis
- Bishop, George Archibald
- Boleskine
- Briton
- Brothers Lazarus, The
- Brune, Bock Madame
- C.
- C. M. of the Vigilantes
- Candlestick
- Cain
- Caligula II
- Cambronne, Marechal de
- Candlestick
- Cantab
- Carey, Reverend P. D.
- Carr, D.
- Carr, Elaine
- Carr, H. D.
- Cerebellum
- Christeos Luciftias
- Cor Scorpionis
- Crowley, Alex C.
- Crowley, Robinson C.
- Cusack, Alys
- Custance, Cyril
- Dhammaloyu, O.
- Diogenes
- E. A. C.
- Edinburgh, Fra. H. I.
- English, V., M.D.
- F.
- Fairfax, Michael
- Felix
- Fenix, Comte De
- Flage, Percy
- Foote, Alice L.
- Fra. O.M.
- G. H. Frater O. M.
- Gentile, A
- Gentleman of the University of Cambridge, A
- Georgos
- Graham, Laura
- Grahame, James
- Greymare, Mrs. Bloomer
- Grimble, Arthur
- Gustance, Cyril
- H. C.
- H. G.
- H. K. T.
- Haddo, Oliver
- Hamlet R.
- Hiller, S. C.
- Hobbs, A. C.
- Holmes, S.
- Holmes, Sherlock
- Hutchinson, Jonathon
- II
- Imperator, Professor Jacobus
- Innocent, Lemuel S.
- J.C.
- Jacobus, Professor
- Justice, M.
- Kelly, Edward
- K. H. A. K.
- K. S. I.
- Khan, Dost Achiha
- Khan, Khaled
- King, Lavinia
- Knott, Hodgson Y.
- Ko Hsuan
- Ko Yuen
- Kulm, St.Maurice E.
- Kwaw Li Ya
- L. T.
- La Goulue, Jeanne
- Lamb, Nick
- Lavroff, Maria
- Leo
- Leslie, Doris
- London Physician, A
- Lord Boleskine
- Lutiy, Major
- M. W.
- Mahatma Guru Sri Paramahansa Shivaji
- Mahatma Sri Paramananda Guru Swamiji
- Masefield Jr., John
- Mc. C., J.
- Mental Traveller, A
- Mills, S. J.
- Mohammed
- Morpheus
- N.
- Nay, Martial
- New York Specialist, A
- Newlands, Percy W.
- Newman, A
- Norfolk, Hilda
- O. H.
- O. M.
- O' Brien, Sheamus
- One Who Uses It Daily
- Panurge
- Parsons, Enid
- Past Grand Master, A
- Perdurabo
- Pinsent, G.H.S.
- Prichard, Katharine S.
- Priestess Of Panormita, The
- Probationer
- Prometheus
- Quiller, A. (nur in The Open Road)
- Quiller Jr., A.
- Raffalovich, George
- Ramsay, Ethel
- Rochechouart, Barbey De
- Roberts, John
- Roulx, E. Le
- S. O. S.
- Sapiens, H.
- Shakespeare, William p.p. Ouija Board
- Smith, Mary
- St. E. A. Of M. And S.
- St. John, John
- Storer, Edward
- Sumatra Rapper
- Super Sinistram
- Svareff, Count Vladimir
- Ta Dhuibh
- Tabasco, Alexander
- Tait, Eric
- Tarr, M. B.
- The Author of Rosa Mundi
- Therion, The Master
- Thomas, David
- To Mega Therion
- Torr, Alice Wesley
- Tupper, M.
- Turner, J.
- Verey, Rev.C.
- Victim, A
- Vigga, Ananda
- Vijja, Ananda
- Vincey, Leo
- Viridis, Leo
- Wells, Mark
- Wentworth, Thomas
- Wharton, Christabel